# Liste der Monuments historiques in Cattenom
Die Liste der Monuments historiques in Cattenom führt die Monuments historiques in der französischen Gemeinde Cattenom auf.

## Liste der Bauwerke
| Bezeichnung      | Beschreibung | Standort                                     | Kennzeichnung | Schutzstatus | Datum | Bild           |
| ---------------- | --- | -------------------------------------------- | ------------- | ------------ | ----- | -------------- |
| Beinhaus         | 1723 erbaut | unter der Friedhofskapelle St-Étienne (Lage) | PA00106743    | Inscrit      | 1987  |                |
| Kirche St-Martin | ehemals Kapelle St. Stephan des Deutschen Ordens; ehemaliger Chorturm, 11. oder 12. Jahrhundert, Schiff und Chor, 1831 | Rue de l’Église (Lage)                       | PA00107057    | Inscrit      | 1991  | weitere Bilder |

## Liste der Objekte
| Bezeichnung                                   | Beschreibung                                                         | Standort                                  | Kennzeichnung | Schutzstatus | Datum | Bild |
| --------------------------------------------- | -------------------------------------------------------------------- | ----------------------------------------- | ------------- | ------------ | ----- | ---- |
| Marienaltar                                   | linker Seitenaltar; Altartisch und Retabel, 18. und 19. Jahrhundert  | in der Kirche St-Martin (Lage)            | PM57000965    | Inscrit      | 1990  |      |
| Josefsaltar                                   | rechter Seitenaltar; Altartisch und Retabel, 18. und 19. Jahrhundert | in der Kirche St-Martin (Lage)            | PM57000966    | Inscrit      | 1990  |      |
| Relief Der heilige Martin teilt seinen Mantel | Holz, farbig gefasst,18. Jahrhundert                                 | in der Kirche St-Martin (Lage)            | PM57000963    | Inscrit      | 1990  |      |
| Skulptur Heiliger Antonius der Große          | Holz, zweite Hälfte des 15. Jahrhunderts                             | in der Friedhofskapelle St-Étienne (Lage) | PM57000039    | Classé       | 1982  |      |
| Epitaph für Barbara De Neve                   | Marmor, 1578 von Hans Bildhauer von Trier                            | an der Friedhofskapelle St-Étienne (Lage) | PM57000040    | Classé       | 1982  |      |
| Kanzel                                        | Holz, farbig gefasst, 1724                                           | in der Kirche St-Martin (Lage)            | PM57000964    | Inscrit      | 1990  |      |
| Taufbecken                                    | Kalkstein, 15. Jahrhundert                                           | Husange, in der Kirche St-Rémi (Lage)     | PM57000913    | Inscrit      | 1996  |      |